# Feldhockey-Bundesliga 2023/24 (Damen)
Die Saison 2023/24 der Feldhockey-Bundesliga der Damen begann am 9. September 2023. Der Spielmodus umfasste eine Hinrunde, eine verkürzte Rückrunde in Sechsergruppen, Playoffs und Abstiegsspiele. Die Endrunde fand gemeinsam mit den Herren am 18. und 19. Mai 2024 in Bonn statt.
Die Damenmannschaft des Düsseldorfer HC gewann den Meistertitel nach einem Finalsieg über den Titelverteidiger, den Mannheimer HC.

## Hauptrunde
Legende:

(M) Deutscher Meister 2023

(N) Aufsteiger aus der 2. Bundesliga

 Playoff-Qualifikation

 Playdowns

### Hinrunde
| Platz | Club                   | Spiele | S  | SnP | U | N | Tore  | Punkte |
| ----- | ---------------------- | ------ | -- | --- | - | - | ----- | ------ |
| 1.    | Der Club an der Alster | 11     | 10 | 1   | 1 | 0 | 23:08 | 32     |
| 2.    | Mannheimer HC          | 11     | 8  | 2   | 2 | 1 | 30:09 | 28     |
| 3.    | KTHC Stadion Rot-Weiss | 11     | 6  | 1   | 4 | 1 | 20:12 | 23     |
| 4.    | Düsseldorfer HC        | 11     | 5  | 3   | 3 | 3 | 27:11 | 21     |
| 5.    | Harvestehuder THC      | 11     | 6  | 0   | 0 | 5 | 26:16 | 18     |
| 6.    | Uhlenhorster HC        | 11     | 4  | 1   | 5 | 2 | 21:17 | 18     |
| 7.    | Berliner HC            | 11     | 4  | 1   | 3 | 4 | 22:13 | 16     |
| 8.    | Großflottbeker THGC    | 11     | 4  | 1   | 1 | 6 | 15:19 | 14     |
| 9.    | Münchner SC            | 11     | 4  | 0   | 2 | 5 | 12:16 | 14     |
| 10.   | Zehlendorfer Wespen    | 11     | 1  | 3   | 3 | 7 | 12:32 | 9      |
| 11.   | Club Raffelberg        | 11     | 0  | 1   | 2 | 9 | 10:38 | 3      |
| 12.   | Uhlenhorst Mülheim     | 11     | 0  | 0   | 2 | 9 | 2:29  | 2      |

Endstand zur Winterpause (Stand 22. Oktober 2023, Winterpause)

### Rückrunde
Spiele zählen aus der Hin- und Rückrunde.
| Platz | Club                    | Spiele | S  | SnP | U | N  | Tore     | Punkte |
| ----- | ----------------------- | ------ | -- | --- | - | -- | -------- | ------ |
| 1.    | Mannheimer HC (M)       | 16     | 12 | 2   | 3 | 1  | 46:09    | 41     |
| 2.    | Düsseldorfer HC         | 16     | 9  | 4   | 4 | 3  | 38:14    | 35     |
| 3.    | Großflottbeker THGC     | 16     | 7  | 1   | 1 | 8  | 22:25    | 23     |
| 4.    | UHC Hamburg             | 16     | 5  | 1   | 5 | 6  | 26:28:00 | 21     |
| 5.    | Münchner SC             | 16     | 5  | 0   | 2 | 9  | 18:29    | 17     |
| 6.    | Zehlendorfer Wespen (N) | 16     | 2  | 3   | 3 | 11 | 17:49    | 12     |

| Platz | Club                   | Spiele | S  | SnP | U | N  | Tore  | Punkte |
| ----- | ---------------------- | ------ | -- | --- | - | -- | ----- | ------ |
| 1.    | Der Club an der Alster | 16     | 13 | 1   | 2 | 1  | 35:14 | 42     |
| 2.    | KTHC Stadion Rot-Weiss | 16     | 9  | 1   | 4 | 3  | 30:21 | 32     |
| 3.    | Harvestehuder THC      | 16     | 10 | 0   | 1 | 5  | 39:18 | 31     |
| 4.    | Berliner HC            | 16     | 5  | 4   | 6 | 5  | 29:19 | 25     |
| 5.    | Uhlenhorst Mülheim     | 16     | 1  | 0   | 2 | 13 | 7:45  | 5      |
| 6.    | Club Raffelberg (N)    | 16     | 0  | 1   | 3 | 13 | 14:50 | 4      |

Endstand nach Ende der Hauptrunde (21. April 2024)

### Beste Torschützen
| Spieler               | Mannschaft          | Tore |
| --------------------- | ------------------- | ---- |
| Lisa Nolte            | Düsseldorfer HC     | 14   |
| Charlotte Stapenhorst | Zehlendorfer Wespen | 12   |
| Laura Saenger         | Harvestehuder THC   | 11   |
| Mabel Brands          | Düsseldorfer HC     | 10   |
| Nike Lorenz           | Rot-Weiss Köln      | 9    |

## Endrunde

### Viertelfinale
Die Viertelfinalrunde wurde an den Wochenenden 27./28. April und 11./12. Mai 2024 gemeinsam mit den Herren ausgetragen. Ins Finale zieht jeweils die Mannschaft ein, die zuerst zwei Spiele für sich entscheiden kann. Sollte es keinen Sieger nach der regulären Spielzeit geben, gibt es einen Shoot-Out-Wettbewerb (Penalty-Schießen).
|                                              | Hinspiel             | Rückspiel | 3. Spiel |
| -------------------------------------------- | -------------------- | --------- | -------- |
| Großflottbeker THGC – KTHC Stadion Rot-Weiss | 0:2 (0:1)            | 1:3 (0:2) | –        |
| Uhlenhorster HC – Der Club an der Alster     | 1:3 (0:1)            | 1:2 (2:0) | –        |
| Harvestehuder THC – Düsseldorfer HC          | 3:4 n. P. (0:2; 2:2) | 1:2 (0:0) | –        |
| Berliner HC – Mannheimer HC                  | 1:3 (0:1)            | 1:2 (0:0) | –        |

### Final Four
Die Endrunde wurde am Wochenende 18. und 19. Mai 2024 in Bonn gemeinsam mit den Herren ausgetragen. Sollte es keinen Sieger nach der regulären Spielzeit geben, gibt es einen Shoot-Out-Wettbewerb (Penalty-Schießen).
|  | Halbfinale       | Halbfinale             | Halbfinale       |  |  | Finale | Finale          | Finale |
|  |                  |                        |                  |  |  |        |                 |        |
|  |                  |                        |                  |  |  |        |                 |        |
|  | B2               | KTHC Stadion Rot-Weiss | 3                |  |  |        |                 |        |
|  | A1               | Mannheimer HC          | 4                |  |  |        |                 |        |
|  | n. P. (1:0; 1:1) | n. P. (1:0; 1:1)       | n. P. (1:0; 1:1) |  |  | A2     | Düsseldorfer HC | 2      |
|  |                  |                        |                  |  |  | A1     | Mannheimer HC   | 1      |
|  | B1               | Der Club an der Alster | 0                |  |  | (1:1)  | (1:1)           | (1:1)  |
|  | A2               | Düsseldorfer HC        | 3                |  |  |        |                 |        |
|  | (0:1)            |                        |                  |  |  |        |                 |        |

Aus den Viertelfinal-Paarungen qualifizierten sich der Düsseldorfer HC mit den Trainern Nicolai Sussenburger und Mark Spieker, Der Club an der Alster mit Trainer Julian Tarres, der Titelverteidiger Mannheimer HC mit Trainer Nicklas Benecke und der KTHC Stadion Rot-Weiss aus Köln mit Trainer Markus Lonnes für das Final Four. Im Halbfinale besiegte der Mannheimer HC das Kölner Team mit 3:2 nach Penalty-Schießen, während der Düsseldorfer HC sich mit 3:0 gegen den Club an der Alster durchsetzte. Damit kam es zur Neuauflage des Meisterschafts-Endspiels von 2022 an gleicher Stelle: Mannheimer HC gegen Düsseldorfer HC. Die Damen des DHC besiegten den Titelverteidiger aus Mannheim vor 3000 Zuschauern mit 2:1. und gewannen damit den dritten Meistertitel auf dem Feld.
| Deutscher Feldhockeymeister der Damen 2024 Düsseldorfer HC | Kader: Femke Jovy, Tizia Groß, Marie Hahn, Annika Sprink, Pia Lhotak, Mabel Brands, Friederike Heusgen, Clara Ycart Canal, Sara Strauss, Selin Oruz, Lisa Nolte, Sophia Schwabe, Emma Becker, Tessa-Margot Schubert, Lucy Zich, Charlotte Ritter, Lilly Stoffelsma, Laetitia Graf; Trainer: Nicolai Sussenburger und Mark Spieker |

Düsseldorfs Kapitänin Selin Oruz wurde im Anschluss an das Endspiel als Most Valuable Player des Turniers ausgezeichnet.

## Auf- und Abstieg

### Playdowns
Vor der Saison 2022/23 wurde der Playdown-Modus angepasst, wobei es ein weiteres Entscheidungsspiel zwischen dem Verlierer des Duells der Fünftplatzierten und dem Gewinner des Duells der Sechstplatzierten gibt.
|                                       | Spiel 1   | Spiel 2   | Spiel 3 |
| ------------------------------------- | --------- | --------- | ------- |
| Uhlenhorst Mülheim – Münchner SC      | 0:2 (0:0) | 0:2 (0:0) | –       |
| Club Raffelberg – Zehlendorfer Wespen | 1:3 (1:2) | 0:2 (0:1) | –       |

Entscheidungsspiel
|                                          | Ergebnis  |
| ---------------------------------------- | --------- |
| Uhlenhorst Mülheim – Zehlendorfer Wespen | 1:2 (0:1) |

Absteiger in die 2. Bundesliga waren damit der Club Raffelberg und Uhlenhorst Mülheim, beide in die Gruppe Nord.

### Aufstieg
Aufsteiger aus der 2. Bundesliga waren der Bremer HC (Nord) und der TSV Mannheim (Süd).